# Dames in de Dop seizoen 1
Dames in de Dop 1 was het eerste seizoen van Dames in de Dop en werd uitgezonden vanaf 28 mei 2007. De winnares, Anna Jonckers, won € 20.000 en een luxueuze vakantie.

## Kandidaten

### In volgorde van eliminatie
- Jasmin Velders, 21, uit Hoek van Holland, Zuid-Holland
- Kirby Wonnink, 20, uit Deventer, Overijssel
- Tamara Brun, 25, uit Rotterdam, Zuid-Holland
- Roxanne Brouwers, 18, uit 's-Hertogenbosch, Noord-Brabant
- Demet Sari, 26, uit Amsterdam, Noord-Holland
- Daisy Smid, 18, uit Sneek, Friesland
- Elli Palimeris, 21, uit IJmuiden, Noord-Holland
- Lara Massen, 19, uit Geleen, Limburg (runner-up)
- Anna Jonckers, 21, uit Amsterdam, Noord-Holland (winnares)

## Verloop

### Call-out order
| Order | Afl. 1  | Afl. 2  | Afl. 3  | Afl. 4  | Afl. 5 | Afl. 6 |
| ----- | ------- | ------- | ------- | ------- | ------ | ------ |
| 1     | Anna    | Lara    | Roxanne | Elli    | Lara   | Anna   |
| 2     | Roxanne | Elli    | Daisy   | Anna    | Anna   | Lara   |
| 3     | Demet   | Demet   | Lara    | Lara    | Elli   | Elli   |
| 4     | Elli    | Roxanne | Demet   | Demet   | Daisy  |        |
| 5     | Daisy   | Tamara  | Anna    | Daisy   | Demet  |        |
| 6     | Lara    | Anna    | Elli    | Roxanne |        |        |
| 7     | Kirby   | Daisy   | Tamara  |         |        |        |
| 8     | Tamara  | Kirby   |         |         |        |        |
| 9     | Jasmin  |         |         |         |        |        |

 De kandidaat won de weekopdracht
 De kandidaat won de prijs van de weekopdracht
 De kandidaat werd weggestuurd
 De kandidaat won de competitie
- In de vijfde aflevering werden Daisy & Demet beide geëlimineerd.

### Leraren
- Robert Wennekes als butler
- Coco de Meyere als imago deskundige
- Anouk van Eekelen als etiquette deskundige
- Jacob Jan Boerma als chef
- Coen Winkelman als logopedist